# 20. domobranski pehotni polk (Avstro-Ogrska)
Za druge 20. polke glejte 20. polk.
20. domobranski pehotni polk (izvirno nemško k.k. Landwehr Infanterie Regiment Nr. 20; dobesedno slovensko: Cesarsko-kraljevi deželnobrambovski pehotni polk št. 20) je bil pehotni polk avstro-ogrskega Domobranstva.

## Zgodovina
Polk je bil ustanovljen leta 1889. 

### Prva svetovna vojna
Polkovna narodnostna sestava leta 1914 je bila sledeča: 72% Rutencev in 28% drugih.
Naborni okraj polka je bil v Ivano-Frankivsku, Berežaniju in Čortkivu, pri čemer so bile polkovne enote garnizirane v Ivano-Frankivsku.

## Poveljniki polka
- 1898: Julius Labres[2]
- 1914: Anton Kosel[1]